# Micul icosicosidodecaedru
În geometrie micul icosicosidodecaedru este un poliedru stelat uniform, cu indicele U31. Are 52 de fețe (20 de triunghiuri, 12 pentagrame și 12 decagrame), 120 de laturi și 60 de vârfuri. Având 52 de fețe, este un pentacontadiedru.
Este reprezentat prin diagramele Coxeter–Dynkin . Figura vârfului este un patrulater autointersectat. Un poliedru neconvex are fețe care se intersectează care nu reprezintă muchii sau fețe noi. Doar cele marcate cu sfere aurii sunt vârfuri, iar cele cu linii argintii sunt laturi.
Are simbolul Wythoff 5/2 3 | 3.

## Mărimi asociate

### Coordonate carteziene
Coordonatele carteziene ale vârfurilor unui  mic dodecicosidodecaedru centrat în origine, cu lungimea laturii de 2, sunt toate permutările pare ale:
{\displaystyle \left(\,\pm 1,\,\pm 2\varphi ,\,\pm (\varphi -1)\,\right)}
{\displaystyle \left(\,0,\,\pm (\varphi +1),\,\pm (2\varphi -1)\,\right)}
{\displaystyle \left(\,\pm 1,\,\pm 2,\,\pm (\varphi +1)\,\right)}
unde {\displaystyle \varphi ={\frac {1+{\sqrt {5}}}{2}}} este secțiunea de aur.

### Raza sferei circumscrise
Raza sferei circumscrise pentru lungimea laturii egală cu a este:
{\displaystyle R={\frac {1}{4}}{\sqrt {34+6{\sqrt {5}}}}\,a\approx 1,721489\,a.}

### Volum
Următoarea formulă pentru volum V este stabilită pentru lungimea laturilor tuturor poligoanelor (care sunt regulate) a:
{\displaystyle V=\left(10+{\frac {29}{3}}{\sqrt {5}}\right)\,a^{3}\approx 31,615324\,a^{3}}

## Poliedre înrudite
Are în comun aranjamentul vârfurilor cu marele dodecaedru trunchiat stelat. În plus, are în comun aranjamentul laturilor cu micul icosicosidodecaedru ditrigonal (având fețele triunghiulare și pentagramice în comun) și cu micul dodecicosaedru (având fețele hexagonale în comun).

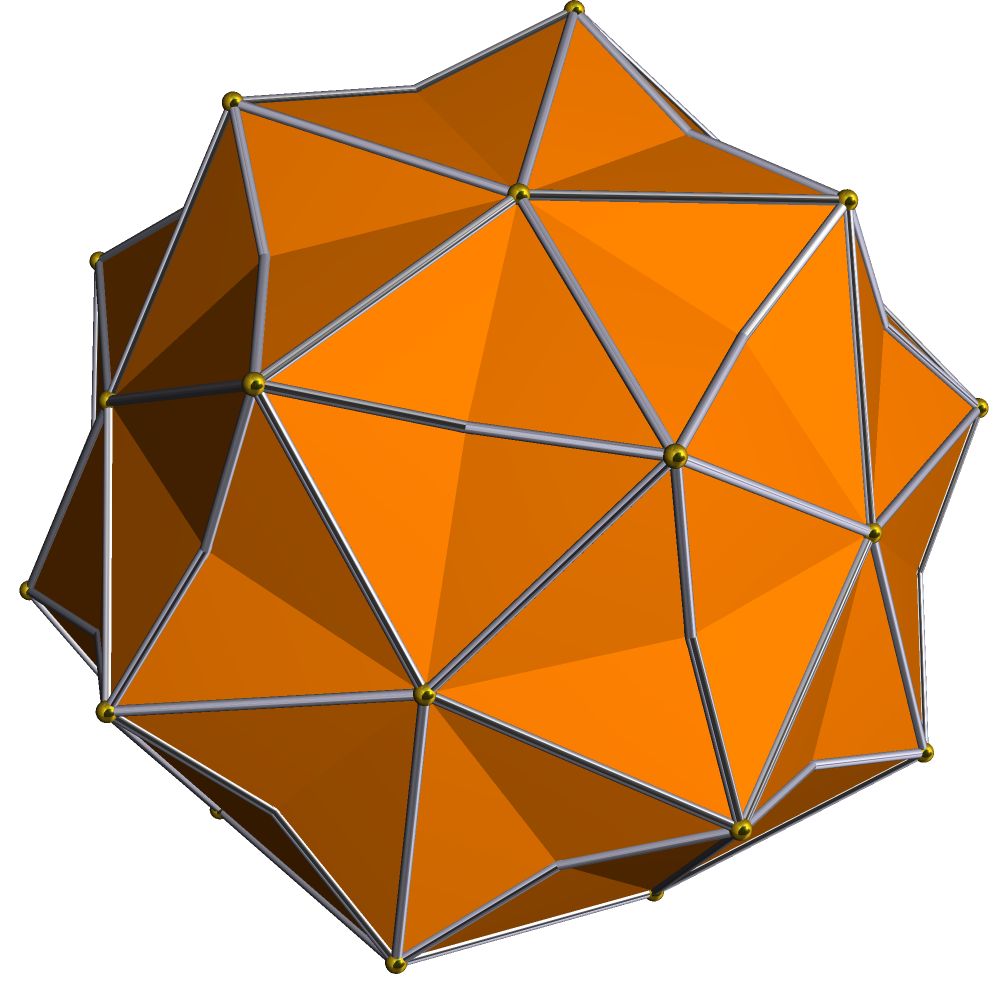
Dual: micul hexaconatedru icosacronic

| Marele dodecaedru trunchiat stelat | Micul icosicosidodecaedru | Micul dodecicosidodecaedru ditrigonal | Micul dodecicosaedru |

### Poliedru dual
Dualul său este micul hexaconatedru icosacronic.